# Подводные лодки типа «Агоста»
Подводные лодки типа «Агоста» — серия французских дизель-электрических подводных лодок, построенных в 1970-х годах.

## История
Океанские подводные лодки I класса проекта S-70 начали строиться на верфи ВМФ в Шербуре с 1972 года. При проектировании был учтён американский опыт эксплуатации USS Albacore (AGSS-569), благодаря чему «Агосты» получили более обтекаемую форму, чем предшествующие проекты. До 1976 года были построены четыре корабля для ВМС Франции, в 1977—1978 годах были построены две лодки для ЮАР, однако в соответствии с резолюцией ООН № 418 о введении эмбарго на поставку вооружений в ЮАР в связи с апартеидом, корабли были проданы Пакистану. В 1981—1984 годах четыре корабля были построены по французскому проекту в Картахене для ВМС Испании, в 1998—2005 — ещё три для ВМС Пакистана по улучшенному проекту Agosta 90B.

## Конструкция

### Корпус
Подводные лодки типа «Агоста» имеют двухкорпусную конструкцию и крестообразное кормовое оперение. Лёгкий корпус имеет более обтекаемую форму, чем предыдущие французские проекты, прочный корпус выполнен в виде цилиндра с коническими оконечностями. Вне прочного корпуса находятся балластные цистерны, антенны ГАК, вспомогательное оборудование. В конструкции ограждения прочной рубки и выдвижных устройств широко применяется высокопрочный стеклопластик.

### Силовая установка
Основным двигателем является электромотор Jeumont-Schneider мощностью 2990 л.с., работающий на один пятилопастной винт большого диаметра. Два шестнадцатицилиндровых дизель-генератора SEMT-Pielstick 16 PA4 VI 185 заряжают аккумуляторную батарею, состоящую из двух групп по 160 элементов. В дополнение установлен один электромотор «подкрадывания» для малого хода. Его мощность в 32 л.с. позволяет развивать ход до 1,5 узлов.

## Вооружение
По сравнению с предыдущим проектом, «Дафн», «Агосты» имеют втрое меньшее количество торпедных аппаратов — 4 вместо 12, однако «Агосты» оборудованы механизмами перезаряжания и несут боекомплект 20 торпед, вместо 12 на «Дафнах». Торпедные аппараты «Агосты» приспособлены для применения противокорабельных ракет Exocet и постановки мин.

## Национальные особенности

### Франция (тип «Агоста»)
О постройке серии было объявлено в 1970 году в рамках пятилетнего плана нового строительства 1971–75 гг. Были предприняты значительные усилия по уменьшению акустической сигнатуры, включая звукопоглощающее покрытие корпуса и устранение внутренних шумов.
В 1987 году лодки закончили модернизацию, включающую установку ракет SM-39 Exocet, а также улучшенной торпедной системы, которая обеспечивает пуск торпед при всех достижимых скоростях и глубинах погружения, а также быструю перезарядку аппаратов.
Все четыре лодки первоначально базировались в Тулоне, в 1987 году перебазированы в Лорьян.

### Пакистан (тип «Хашмат» или «Агоста 70»)
Лодки первоначально строились для ВМС ЮАР, однако после объявления ООН моратория на поставки оружия режиму апартеида были перекуплены Пакистаном. S-137 «Hurmat» прибыл в Карачи 31 октября 1979 года, а S-136 «Хашмат» — 11 августа 1980 года.
В 1985 году обе лодки были модернизированы под ПКР «Гарпун», однако ВМС Пакистана вынуждены покупать эти ракеты через третьи страны.
Кроме штатных торпед ECAN F17P могут применять также E14, E15, L3.
Приписаны к 5-й эскадре подводных лодок.

### Испания (тип «Галерна»)
Первые две лодки заказаны 9 мая 1975 года, ещё две — 29 июня 1977 года. Все лодки построены в Испании при некотором содействии Франции. Около 67% оборудования и конструкции произведено в Испании.
Лодки подверглись модернизации: «Галерна» — с апреля 1993 по конец 1995 года, «Трамонтана» — в начале 1997 года, «Мистраль» — в 2000 году. Установлена усовершенствованная система управления торпедной стрельбой, новая система электронного слежения и перископ с инфракрасным прибором ночного видения. Поставлены новые аккумуляторы с системой централизованного мониторинга. Планы оснащения лодок противокорабельными ракетами отложены. Во время плановых ремонтов все лодки оборудованы буксируемыми ГАС. Как минимум одна лодка имеет возможность транспортировки доковой камеры для боевых пловцов.
Все лодки базируются в Картахене.
В 2012 году одна из лодок этого типа, S-72 	«Siroco» была выведена из состава флота в связи с невозможностью финансировать затраты на ремонт в размере €25 млн. В сентябре 2010 года были предприняты попытки продать лодку таким странам, как Турция, Таиланд и Пакистан. В дальнейшем лодка была разобрана на запчасти для ремонта трёх оставшихся в строю лодок.
В 2020 году выведена из состава флота ещё одна лодка этого типа — S-73 «Mistral». Стоимость ремонта для поддержания её боеспособности оценивалась в €43 млн, однако ВМС Испании решила использовать эти средства для ускорения ввода в строй новой лодки S-81 «Isaac Peral» типа S-80. За 35 лет службы лодка находилась под водой 3000 дней и прошла около 4500 тыс. км. После списания S-73 «Mistral» в составе испанского флота осталось только одна боеспособная лодка, S-74 «Tramontana». Ещё одна лодка типа «Агоста», S-71 «Galerna», обездвижена с июля 2017 года, её капитальный ремонт продлится до конца 2021 года. Находящаяся в постройке новая лодка S-81 «Isaac Peral» планировалась к сдаче в 2012 году, однако в связи с техническими трудностями срок отодвинулся на конец 2022 года.

### Пакистан (тип «Халид» или «Агоста 90В»)
Предварительное соглашение о поставке трёх лодок типа «Агоста» достигнуто в сентябре 1992 года, контракт заключён 21 сентября 1994 года. Первая лодка полностью построена во Франции и прибыла в Пакистан в ноябре 1999 года. Две остальные лодки построены в Пакистане с поставкой отдельных комплектующих из Франции в апреле 1998 года для S-138 и в сентябре 1998 года для S-139.
Лодка S-139 «Hamza» дополнительно оснащена воздухонезависимым двигателем (ВНД) DCNS MESMA мощностью 268 л.с. на жидком кислороде, для чего корпус лодки удлинили на 9,6 м. Двигатель обеспечивал подводную скорость 4 уз. Ту же двигательную установку с удлинением корпуса установили на S-138 «Saad» во время модернизации 2012-2014 гг. На S-137 «Khalid» планировалось установить ВНД во время следующей модернизации. Для модернизированных лодок продолжительность нахождения в подводном положении возрастает до нескольких недель.
Лодки имеют улучшенные характеристики акустической скрытности, полностью интегрированную акустическую систему с боковыми сонарами, сонарами-перехватчиками и буксируемой ГАС, обзорный SOPOLEM J95 и боевой STS95 перископы, интегрированную навигационную систему Sagem. Материал корпуса — сталь HLES 80.
Приписаны к 5-й эскадре подводных лодок.

## Представители
Всего построено 13 кораблей типа «Агоста». Пара строившихся для ЮАР кораблей отличается от первых четырёх применением более прочной стали HLES 80, что позволило увеличить рабочую глубину погружения до 320 метров. В 1984-85 годах они прошли модернизацию и получили на вооружение ракеты Sub-Harpoon. Испанские «Агосты» получили более мощные двигатели — 2x1800 л.с. дизели и 1x4600 л.с. электромотор. Пакистанские лодки «второй серии» изначально имели возможность запуска ракет из торпедных аппаратов, а последняя построенная лодка получила дополнительный воздухонезависимый двигатель MESMA, что увеличило подводную дальность хода в 2,7 раза при повышенной скорости. При этом корпус лодки стал на 9 метров длиннее. Планируется оснащение установками MESMA и двух других пакистанских субмарин «второй серии».
| Название          | Страна   | Верфь                                          | Заложена   | Спущена    | В строю    | Списана    | Статус  | Примечание                           |
| ----------------- | -------- | ---------------------------------------------- | ---------- | ---------- | ---------- | ---------- | ------- | ------------------------------------ |
| Agosta (S 620)    | Франция  | Cherbourg Naval Dockyard, Шербур               | 01.11.1972 | 19.10.1974 | 28.07.1977 | 1997       | списана |                                      |
| Bévéziers (S 621) | Франция  | Cherbourg Naval Dockyard, Шербур               | 17.05.1973 | 14.06.1975 | 27.09.1977 | 1998       | списана |                                      |
| La Praya (S 622)  | Франция  | Cherbourg Naval Dockyard, Шербур               | 1974       | 15.05.1976 | 09.03.1978 | 2000       | списана |                                      |
| Ouessant (S 623)  | Франция  | Cherbourg Naval Dockyard, Шербур               | 1974       | 23.10.1976 | 27.07.1978 | 2001       | списана | до 2005 — учебное судно ВМС Малайзии |
| Hashmat (S 135)   | Пакистан | Dubigeon Normandie, Нант                       | 15.09.1976 | 14.12.1977 | 17.02.1979 |            | в строю | Бывшая «Astrant»                     |
| Hurmat (S 136)    | Пакистан | Dubigeon Normandie, Нант                       | 18.09.1977 | 01.12.1978 | 18.02.1980 |            | в строю | Бывшая «Adventurous»                 |
| Galerna (S 71)    | Испания  | Bazan, Картахена                               | 05.09.1977 | 05.12.1981 | 21.01.1983 |            | в строю |                                      |
| Siroco (S 72)     | Испания  | Bazan, Картахена                               | 27.11.1978 | 13.11.1982 | 05.12.1983 | 26.06.2012 | списана |                                      |
| Mistral (S 73)    | Испания  | Bazan, Картахена                               | 30.05.1980 | 14.11.1983 | 05.06.1985 | 10.06.2020 | в строю |                                      |
| Tramontana (S 74) | Испания  | Bazan, Картахена                               | 10.12.1981 | 30.11.1984 | 30.12.1986 |            | в строю |                                      |
| Khalid (S137)     | Пакистан | DCN, Шербур                                    | 15.07.1995 | 18.12.1998 | 06.09.1999 |            | в строю |                                      |
| Saad (S138)       | Пакистан | Karachi Shipyard and Engineering Works, Карачи | 02.12.1999 | 24.08.2002 | 12.12.2003 |            | в строю |                                      |
| Hamza (S139)      | Пакистан | Karachi Shipyard and Engineering Works, Карачи | 2000       | 10.08.2006 | 26.09.2008 |            | в строю |                                      |

## Тактико-технические характеристики
| Характеристика                                            | Франция (тип «Агоста»)                                                                     | Пакистан (тип «Хашамат» или «Агоста 70»)              | Испания (тип «Галерна»)                                                                      | Пакистан (тип «Халид» или «Агоста 90В»)                                     |
| --------------------------------------------------------- | ------------------------------------------------------------------------------------------ | ----------------------------------------------------- | -------------------------------------------------------------------------------------------- | --------------------------------------------------------------------------- |
| Годы постройки                                            | 1972-1978                                                                                  | 1976-1980                                             | 1977-1986                                                                                    | 1995–2008                                                                   |
| Годы в строю                                              | 1977-                                                                                      | 1979-                                                 | 1980-                                                                                        | 1999–                                                                       |
| Количество                                                | 4                                                                                          | 2                                                     | 4                                                                                            | 3                                                                           |
| Водоизмещение стандартное/ надводное/подводное, т         | 1230 / 1510 / 1760                                                                         | • / 1514 / 1768                                       | • / 1514 / 1768                                                                              | • / 1534 / 1788 (S-137) • / 1730 / 1980 (S-138,139)                         |
| Размерения, м                                             | 67,6 × 6,8 × 5,4                                                                           | 67,6 × 6,8 × 5,4                                      | 67,6 × 6,8 × 5,4                                                                             | 67,6 × 6,8 × 5,4 (S-137) 76,2 × 6,8 × 5,4 (S-138,139)                       |
| Скорость надводная/подводная, уз.                         | 12 / 20                                                                                    | 12 / 20                                               | 12 / 20                                                                                      | 12 / 20                                                                     |
| Дальность плавания, м. миль под шноркелем/подводная       | 8500 (9 уз.) / 350 (3,5 уз.)                                                               | 8500 (9 уз.) / 350 (3,5 уз.)                          | 8500 (9 уз.) / 350 (3,5 уз.)                                                                 | 8500 (9 уз.) / 350 (3,5 уз.) (S-137) 8500 (9 уз.) / 940 (4 уз.) (S-138,139) |
| Экипаж, чел. (офицеров)                                   | 54 (7)                                                                                     | 59 (8)                                                | 54 (6)                                                                                       | 51 (8)                                                                      |
| Глубина погружения, м                                     | 320                                                                                        | 300                                                   | 300                                                                                          | 320                                                                         |
| Автономность, сут                                         | 45                                                                                         |                                                       | 45                                                                                           |                                                                             |
| Двигатели                                                 | 2 дизеля SEMT Pielstick 16PA4V185VG (2 × 3600 л.с.)                                        | 2 дизеля SEMT Pielstick 16PA4V185VG (2 × 3600 л.с.)   | 2 дизеля SEMT Pielstick 16PA4V185VG (2 × 3600 л.с.)                                          | 2 дизеля SEMT Pielstick 16PA4V185VG (2 × 3600 л.с.)                         |
| Генераторы                                                | 2 × Jeumont-Schneider (2 × 2300 л.с)                                                       | 2 × Jeumont-Schneider (2 × 2300 л.с)                  | 2 × Jeumont-Schneider (2 × 2300 л.с)                                                         | 2 × Jeumont-Schneider (2 × 2300 л.с)                                        |
| Электродвигатели                                          | 1 × Jeumont (4600 л.с.)                                                                    | 1 × Jeumont (4600 л.с.)                               | 1 × Jeumont (4600 л.с.)                                                                      | 1 × Jeumont (4600 л.с.)                                                     |
| Электродвигатель подкрадывания                            | 32 л.с.                                                                                    | 32 л.с.                                               | 32 л.с.                                                                                      | 32 л.с.                                                                     |
| Воздухонезависимый двигатель                              | —                                                                                          | —                                                     | —                                                                                            | 1 × DCNS MESMA AIP (268 л.с.) (S-138,139)                                   |
| Движители                                                 | 1 винт                                                                                     | 1 винт                                                | 1 винт                                                                                       | 1 винт                                                                      |
| Противокорабельные ракеты (дальность; скорость; масса БЧ) | Aerospatiale SM-39 Exocet (50 км; 0,9 М; 165 кг)                                           | McDonnell Douglas Sub Harpoon (124 км; 0,9 М; 227 кг) | нет                                                                                          | 4 × Aerospatiale Exocet SM-39 (950 км; 0,9 М; 165 кг)                       |
| Торпедные аппараты                                        | 4 × 533-мм (нос)                                                                           | 4 × 533-мм (нос)                                      | 4 × 533-мм (нос)                                                                             | 4 × 533-мм (нос)                                                            |
| Количество торпед                                         | 20                                                                                         | 20                                                    | 20                                                                                           | 16                                                                          |
| Тип торпед (дальность; скорость; масса БЧ; макс. глубина) | ECAN L5 Mod 3 (9,5 км; 35 уз.; 150 кг; 550 м) ECAN F17 Mod 2 (20 км; 40 уз; 250 кг; 600 м) | ECAN F17P (20 км; 40 уз; 250 кг)                      | ECAN L5 Mod 3/4 (9,5 км; 35 уз.; 150 кг; 550 м) ECAN F17 Mod 2 (20 км; 40 уз; 250 кг; 600 м) | Atlas Elektronik DM 2 A4 (50 км; 50 уз; 250 кг)                             |
| Мины                                                      | 36 мин вместо торпед                                                                       | Stonefish                                             | 19 мин вместо 11 торпед                                                                      | Stonefish                                                                   |
| РЭБ                                                       | ARUR, ARUD                                                                                 | Thomson-CSF DR-3000                                   | THORN EMI/ Insel Manta E                                                                     | Thomson-CSF DR-3000U                                                        |
| РЛС (обзор поверхности, I-band)                           | Thomson-CSF DRUA 33                                                                        | Thomson-CSF DRUA 33                                   | Thomson-CSF DRUA 33C                                                                         | KH 1007                                                                     |
| ГАС (пассивная)                                           | Thomson Sintra DSUV 22                                                                     | Thomson Sintra TSM 2233D                              | Thomson Sintra DSUV 22 DUUX 2N5                                                              | Thomson Sintra TSM 2233                                                     |
| ГАС (активная)                                            | Thomson Sintra DUUA 2D (8 кГц)                                                             | Thomson Sintra DUUA 2B (8 кГц)                        | Thomson Sintra DUUA 2N2B (8/8,2 кГц)                                                         | ?                                                                           |
| ГАС (буксируемая)                                         | DSUV 62                                                                                    | Thomson Sintra TSM 2933D                              | SAES Solarsub                                                                                | ?                                                                           |
| СУО                                                       | DLA-2A                                                                                     | ?                                                     | DLA-2A                                                                                       | Thomson Sintra SUBTICS Mk 2                                                 |